# Almshouse Green
Almshouse Green – wieś w Anglii, w hrabstwie Essex. Leży 26 km na północ od miasta Chelmsford i 69 km na północny wschód od Londynu.